# Melanie Frey
Melanie Frey (* 16. März 1994) ist eine ehemalige Schweizer Unihockeyspielerin auf der Position des Verteidigers. Sie stand während ihrer Karriere bei den Iron Marmots Davos-Klosters, dem UHC Waldkirch-St. Gallen sowie der piranha academy regio unter Vertrag.

## Karriere
Frey durchlief die Jugendabteilung der Iron Marmots Davos-Klosters. Während der Saison 2013/14 konnte sie bei der ersten Mannschaft der Iron Marmots erste Erfahrungen in der Nationalliga B machen. Sie absolvierte in ihrer ersten Saison 17 Partien für die Mannschaft aus dem Kanton Graubünden.
Bereits nach einer Saison erfolgte der Wechsel zum UHC Waldkirch-St. Gallen. Sie wurde als Ersatz für die abgewanderten Spielerinnen Michèle Grob und Ramona Malzacher geholt. In der Saison 2016/17 gelang ihr mit dem UHC Waldkirch-St. Gallen der Aufstieg in die höchste Schweizer Spielklasse, die Nationalliga A. Nach nur einer Saison stieg sie mit dem UHC Waldkirch-St. Gallen wieder in die Nationalliga B ab. 
Nach einer Saison in der Nationalliga B wechselte sie zur piranha academy regio in die 1. Liga der Damen. Nach einer Saison beendete sie im Frühjahr 2020 ihre Karriere.